# 黃春榮

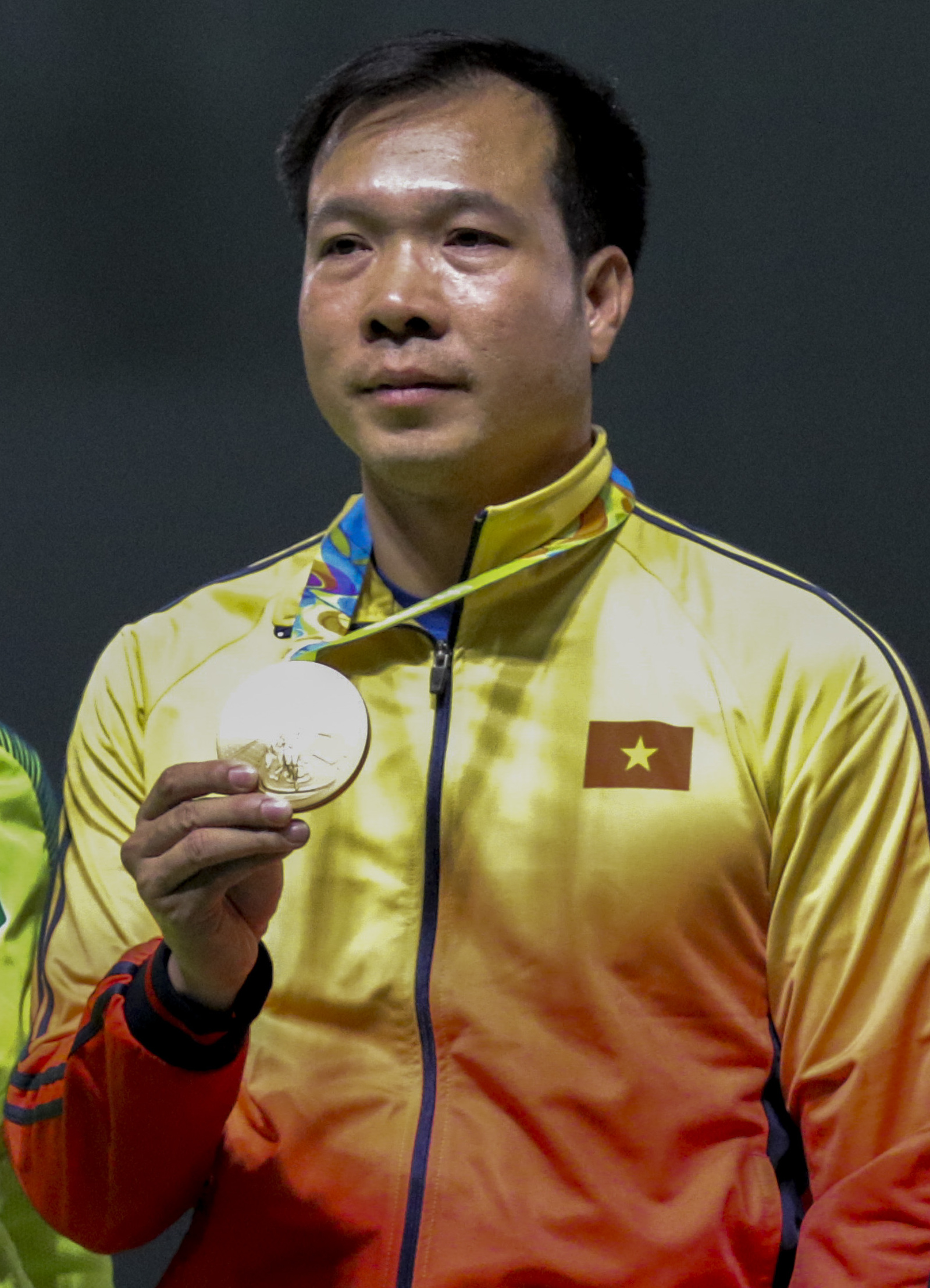
黄春荣获得2016年夏季奧林匹克運動會男子10公尺空氣手槍項目金牌

黃春榮（1974年10月6日—），越南射击運動員，越南人民军大校军官。其在2016年夏季奧林匹克運動會男子10公尺空氣手槍項目中，以202.5环打破奥运会纪录，并在最后一轮超过菲利佩·阿尔梅达·吴0.4环奪冠，成為越南歷史上第一位奧林匹克運動會金牌获得者。